# 導向巴士志段味線
導向巴士志段味線（日语：／ Gaidouei-basu shidami sen */?）是由日本愛知縣名古屋市東區之大曾根站往同市內守山區之小幡綠地站之公車捷運系統，是名古屋導向巴士之路線。暱稱為。
本路線票價在高架區段之大曾根站至小幡綠地站間為250日圓，一般道路區段為200日圓。乘坐兩區段由大曾根至下島以後（往中志段味、高藏寺）之區間為440日圓。

### 路線資料
- 路線距離（營業距離）：6.5公里（專用軌道路段）
- 導引軌條：側方導引式
- 站數：9個（專用軌道路段）
- 複線路段：全線
- 動力：內燃
- 最高速度：60公里/小時

## 營運型態
運行方式則為以下之各路線。除了只在專屬軌道區間之大曾根至小幡綠地間行駛之路線外，有其他路線可直通行駛至一般道路區間。在專屬軌道區間內，白天時段約每隔10分鐘之運行。
- 大曾根 - 小幡綠地
- 大曾根 - 中志段味
- 大曾根 - 中志段味（經由志段味運動園區、科學樂園）
- 大曾根 - 高藏寺

## 車站列表
所有車站都位於名古屋市。
| 車站編號 | 中文站名         | 日文站名 | 英文站名 | 站間距離 | 營業距離 | 接續路線                                                                     | 所在地 |
| -------- | ---------------- | -------- | -------- | -------- | -------- | ---------------------------------------------------------------------------- | ------ |
| Y01      | 大曾根           |          |          | -        | 0.0      | 東海旅客鐵道： 中央本線 名古屋鐵道： 瀨戶線 名古屋市營地下鐵： 名城線（M12） | 東區   |
| Y02      | 名古屋巨蛋前矢田 |          |          | 1.0      | 1.0      | 名古屋市營地下鐵： 名城線（M13）                                             | 東區   |
| Y03      | 砂田橋           |          |          | 0.6      | 1.6      | 名古屋市營地下鐵： 名城線（M14）                                             | 東區   |
| Y04      | 守山             |          |          | 1.1      | 2.7      | 名古屋鐵道： 瀨戶線（守山自衛隊前）                                          | 守山區 |
| Y05      | 金屋             |          |          | 0.6      | 3.3      |                                                                              | 守山區 |
| Y06      | 川宮             |          |          | 1.0      | 4.3      |                                                                              | 守山區 |
| Y07      | 川村             |          |          | 0.8      | 5.1      |                                                                              | 守山區 |
| Y08      | 白澤溪谷         |          |          | 0.9      | 6.0      |                                                                              | 守山區 |
| Y09      | 小幡綠地         |          |          | 0.5      | 6.5      | （直通縣道15號）                                                             | 守山區 |

## 外部連結
- 名古屋導向巴士株式會社 （页面存档备份，存于）
- YouTube上的【前面展望】高蔵寺駅～大曽根駅【名古屋ガイドウェイバス】